# 雪白兜蘭

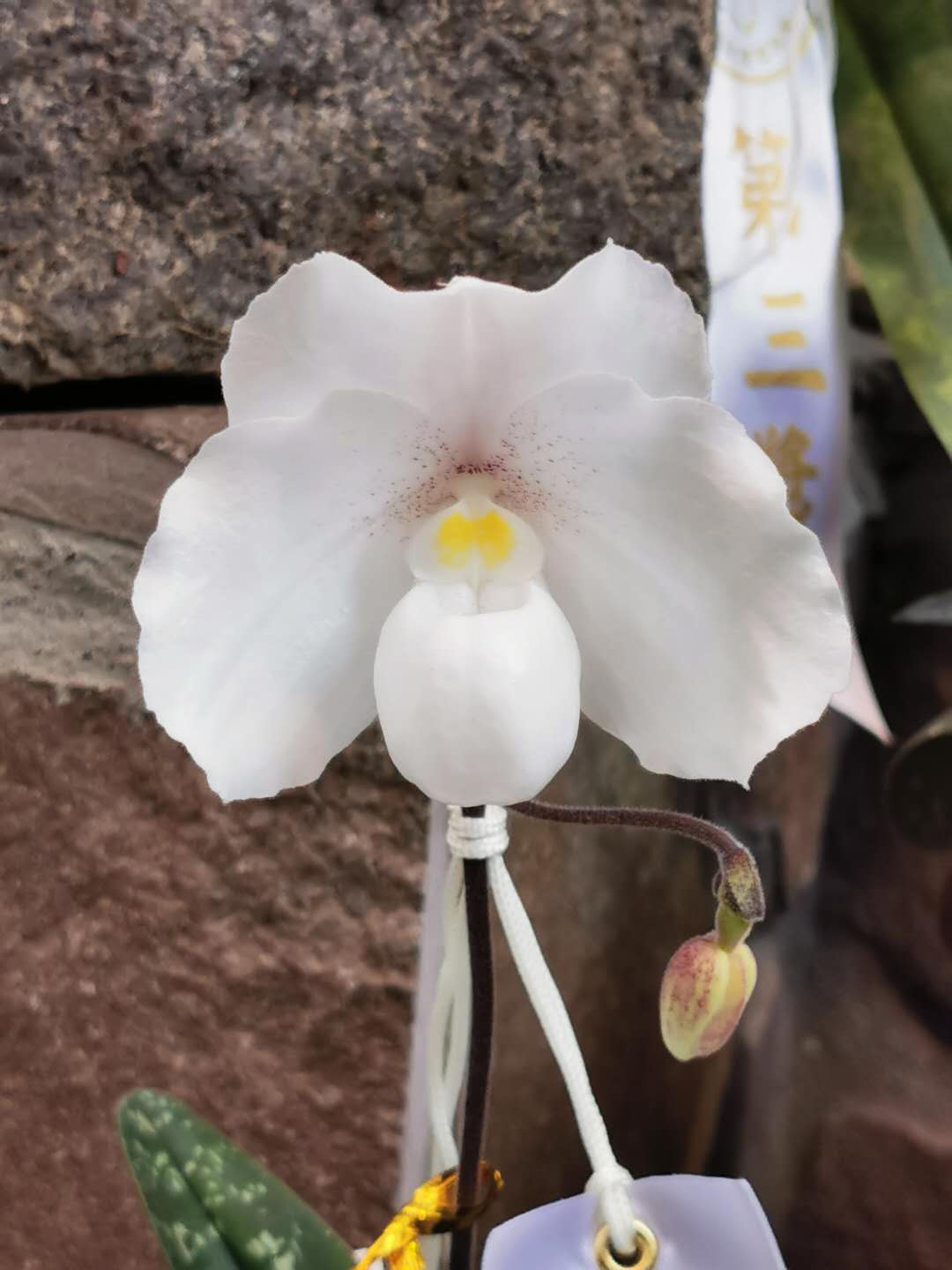
2020台灣仙履蘭協會參賽得獎作品

雪白兜蘭 （学名：Paphiopedilum niveum），又名雪白拖鞋蘭，為蘭科杓蘭亞科兜蘭屬的一種多年生常綠草本植物。 原生於馬來半島，由泰國南部至馬來西亞，其中以浮羅交怡最為著名。雪白兜蘭存在於當今所有白色混種蘭的基因中。

## 命名
「雪白」兜蘭的中文名稱應直譯於其拉丁種小名niveum：像雪一樣的白色。雪白兜蘭最早由德國植物學家海因里希·古斯塔夫·賴興巴赫（Heinrich Gustav Reichenbach，1823~1889）命名，並將其歸屬於杓蘭屬。1892年，德國植物學家Berthold Stein（1847~1899）將它轉移至兜蘭屬。

## 型態特徵
雪白兜蘭在兜蘭屬裡屬於株小花大的類型。花朵造型清新美麗。株高一般大約不出30公分。

### 葉
葉長橢圓形，數枚至多枚。葉色深綠，葉表有灰綠色斑點或是小斑塊。葉背暗紫紅色。

### 花
花頂生，一至二朵，沒有香味。花莖直立，長約15~20公分，上佈短絨毛。花朵白色，徑約6~8公分。側瓣與萼片的中央分佈有紫色細小斑點，唇兜外表中央部分也可能會有紫色細小斑點。花朵中央退化的雄蕊具明顯黃色斑塊，側瓣圓卵形，上萼偏圓扇形，兩者邊緣常呈波浪狀。

## 習性與栽培
雪白兜蘭習於生長在海邊的石灰岩壁縫隙間，倚賴其中積存的腐植質生存。花期長，四、五月為顛峰期。因人為過度採摘，野生雪白兜蘭已不多見。不過雪白兜蘭已經大量被運用在與其他物種交配的園藝栽培上，而且栽植難度視為不高。雪白兜蘭在人工栽培下，一年可能二度開花，花朵綻放期常可達六週。光不宜太亮，溫度不宜過高與過低；能耐灌溉水中的礦物質以及肥料中一定份量的鹽分。

## 延伸阅读
- 維基物種上的相關：雪白兜蘭
- 维基共享资源上的相關多媒體資源：雪白兜蘭